# F135渦輪扇發動機
F-135引擎是美国普拉特·惠特尼公司研制的新型引擎，也是目前最先進的引擎，最大推力超过18吨（4万磅）。是在2005年服役的F-119（F-22使用）的基础上衍生发展研制而成的型號。目前该发动机的详细性仍处于保密状态。
由于海軍陸戰隊與英國皇家海軍預計採用的F-35B必須能夠垂直起降，因此F135-PW-600可以加上向下彎折的向量推力喷嘴。但是這個噴嘴只有F135-PW-600此型號可以使用，可以大大地缩短起飞／降落距离。其他型號的F135渦扇引擎則用不到此項設計。

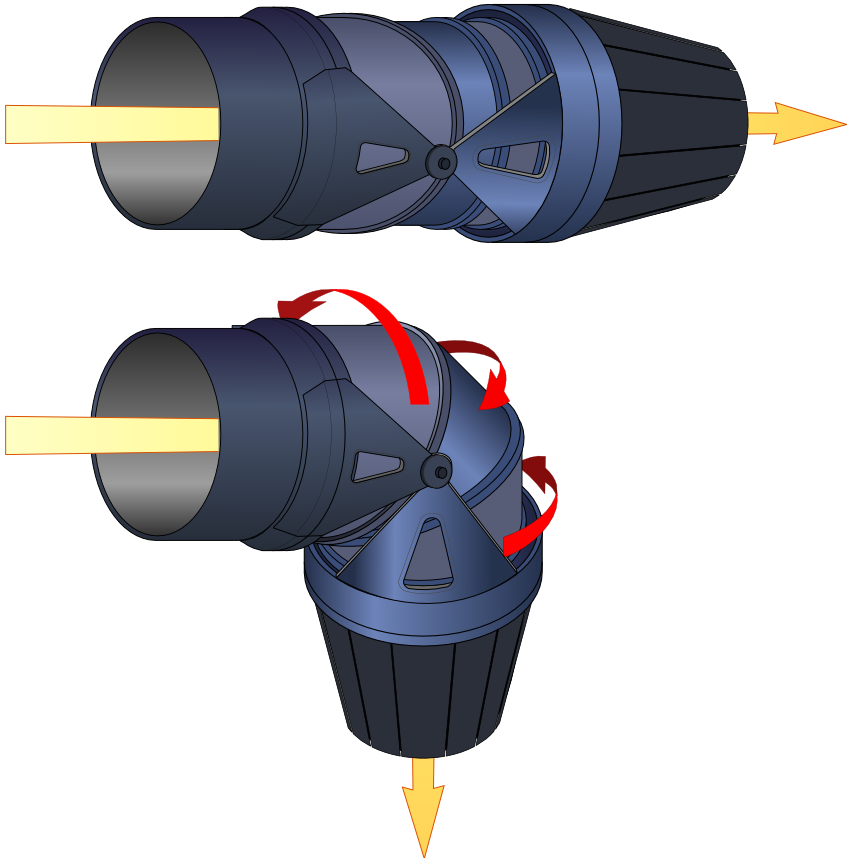
F135-PW-600的矢量推力喷嘴

## 历史
- 2005年11月底，普拉特·惠特尼公司完成对F135的总装。
- 2006年3月，F135引擎进行了数千小时的静态测试实验。
- 2006年10月，F135首次安装在飞机上进行飞行测试，测试成功。

## 型号

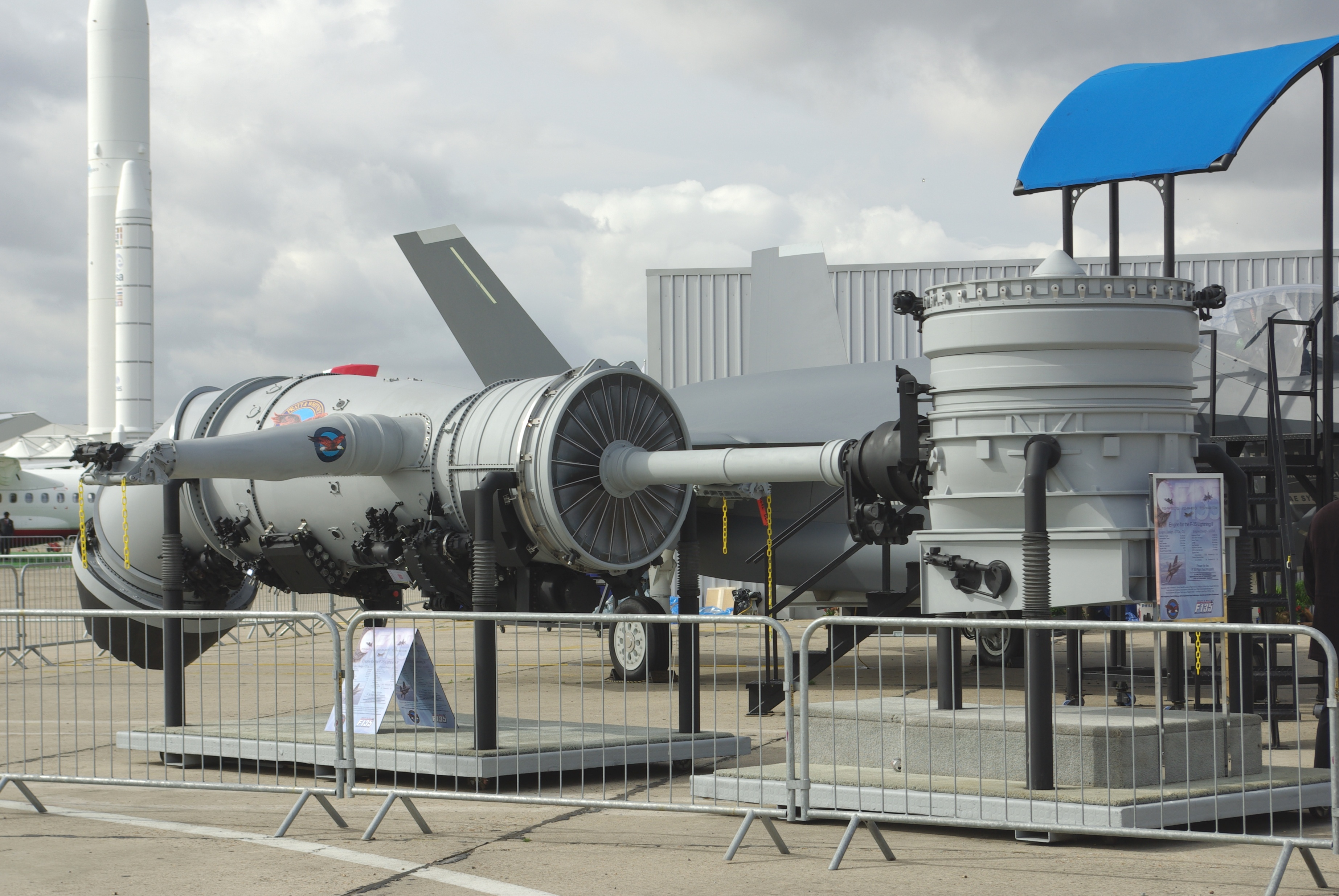
F135-PW-600 用于F-35B

- F135-PW-100 : 用于 F-35A
- F135-PW-400 : 用于 F-35C
- F135-PW-600 : 用于 F-35B

## 规格(F135-PW-100/400)
数据来源： F135engine.com

### 概况
- 类型： 军用渦扇引擎
- 长度： 220 in (5.59 m)
- 直径： 46 in (1.1684 m)[1]
- 淨重： 1,701 kg / 3,750 lbs

### 组件
- 压缩机：

### 性能
- 最大推力： 43,000 lbf (191.35 kN) max, 28,000 lbf (124.6 kN) intermediate
- 燃料消耗率： 0.886 lb/(hr·lbf) or 25,0 g/kN·s (w/o afterburner)
- 推重比： 11.467

## 外部連結
- www.jsf.mil: F135 gallery（页面存档备份，存于）